# Маямі Долфінс
«Мая́мі До́лфінс» (англ. Miami Dolphins) заснована у 1966 професійна команда з американського футболу розташована в місті Маямі в штаті Флорида. Команда є членом Східного дивізіону, Американської футбольної конференції, Національної футбольної ліги.
Домашнім полем для «Дольфінс» є Сан Лайф Стедіум в Маямі Ґарденс, Флорида (недалеко Маямі).
До 1969 «Маямі Дольфінс» були членом Американської футбольної ліги доки вони вступили до Національної футбольної ліги.
«Дольфінс» виграли Супербол (чемпіонат Американського футболу) (англ. AFC-NFC Super Bowl) у 1972 і 1973 роках.